# Juan Carlos Scannone
Juan Carlos Scannone, SJ (Buenos Aires, 2 de septiembre de 1931-San Miguel (Buenos Aires), 27 de noviembre de 2019) fue un teólogo jesuita y profesor argentino en las Facultades Jesuita de Filosofía y Teología del Colegio Máximo de San José, San Miguel en Argentina. Considerado uno de los fundadores del grupo originario de la Filosofía de la Liberación junto con Rodolfo Kusch, Enrique Dussel, con quien cultivó una gran amistad, y varios otros, además de que es uno de los principales referentes de la escuela argentina de la Teología del pueblo, una de las corrientes dentro de la Teología de la liberación. Los principios de la teología del pueblo articulan el cristianismo con una visión no paternalista de la Opción por los pobres.
Scannone obtuvo su doctorado en la Universidad de Múnich en Alemania. Fue licenciado en Teología por la Universidad de Innsbruck, presidente del Área San Miguel de la Universidad del Salvador, dos veces decano de la Facultad de Filosofía, además de profesor emérito y director del Instituto de Investigaciones Filosóficas. También fue profesor invitado en las siguientes universidades, entre otras: Universidad de Fráncfort, Universidad de Salzburgo, Universidad de Viena, Pontificia Universidad Gregoriana (Roma), Universidad Iberoamericana (México), Universidad Alberto Hurtado (Santiago de Chile), Escuela de Filosofía de Múnich (Múnich). Fue miembro de la Academia Europea de Ciencias, asesor de los departamentos Justicia y Solidaridad y Cultura y Educación, así como de la Escuela Social del Consejo Episcopal Latinoamericano (CELAM). Participó en varios equipos de investigación y fue autor de más de catorce libros, coautor y editor de más de veintitrés, y autor de más de ciento cincuenta artículos.
Fue uno de los profesores más influyentes de Jorge Bergoglio, quien más tarde se convertiría en el papa Francisco. El 22 de febrero de 2014 se anunció que Scannone se había incorporado como colaborador permanente de La Civiltà Cattolica, un periódico italiano de la Compañía de Jesús.

## Ideas
A comienzos de la década de 1970, Scannone fue fundador, junto a otros filósofos y sociólogos argentinos, del movimiento llamado Filosofía de la liberación (FL). El movimiento se hizo público en el II Congreso Nacional de filosofía realizado en la ciudad de Córdoba en 1972 y sus propuestas fueron publicadas
Scannone, junto con otros filósofos argentinos como Enrique Dussel, Mario Casalla, Carlos Cullen, Agustín de la Riega, Osvaldo Adelmo Ardiles, Rodolfo Kusch, Horacio Cerruti Guldberg, Arturo Andrés Roig y Julio de Zan creó el movimiento conocido como Filosofía de la liberación, cuya presentación en público ocurrió durante el II Congreso Nacional de Filosofía realizado en la ciudad de Córdoba en 1972. Algunos meses después el grupo publica el libro colectivo Hacia una filosofía de la liberación latinoamericana, considerado el primer manifiesto de la filosofía latinoamericana de la liberación.
Scannone afirmaba que la filosofía de la liberación latinoamericana (FL) de la década de 1970 correspondía a una situación de explotación que se agravó en las siguientes décadas hasta convertirse en exclusión:

Hoy la situación de América Latina aparentemente ha empeorado con respecto a 1971. En esa fecha nació –en Argentina– la filosofía de la liberación (FL) latinoamericana, a partir de la conciencia de la injusticia estructural que entonces oprimía a las mayorías populares de nuestro continente. Pues bien, hoy la exclusión se muestra como más injusta y como creadora de más víctimas aún que la explotación, y una globalización promovida según la ideología neoliberal –que se autoproclama “pensamiento único”– parece dejar menos fisuras para alternativas que la guerra fría de aquel tiempo.
Juan Carlos Scannone

Scannone sostuvo que la Opción por los pobres que caracteriza a la filosofía de la liberación, "se concretiza hoy en una opción por los excluidos", sean éstos pueblos, grupos sociales o personas, que son la mayoría del mundo global y de América Latina. Por esta razón Scannone propuso que toda contribución académica o política de las ciencias sociales debe realizarse desde la "perspectiva de los excluidos".
Scannone destacó los dos aspectos que caracterizan a la filosofía de la liberación:
- la mediación de las ciencias humanas
- el método analéctico

Respecto a la función mediadora de las ciencias humanas que tiene la filosofía de la liberación, Scannone puso el acento en la necesidad realizar operaciones de discernimiento y análisis crítico que permita situar los conocimientos histórica y geoculturalmente.
Con respecto al método analéctico elaborado por la filosofía de la liberación, Scannone señaló la necesidad de relacionar la universalidad y la particularidad del conocimiento y la práctica, con una mirada "universal-situada y analógica del hombre", de modo que "los aportes regionales de las ciencias 'encarne', sitúe y concretice la universalidad y radicalidad filosóficas sin reducirlas a una dimensión humana particular, ni a una sola época, ni a un solo ámbito social o geocultural", trascendiendo las particularidades, pero sin diluirlas abstracciones universales que puedan considerarse superiores.

### Archivo Juan Carlos Scannone (1931-2019)
Desde julio de 2021, la Biblioteca Jean Sonet sj de la Universidad Católica de Córdoba alberga la colección personal de Juan Carlos Scannone sj, que está integrada por libros, revistas de su autoría y la crítica literaria de su obra, además de notas, manuscritos, cartas, etcétera, que pasan a formar parte del archivo, integrando la colección de la Biblioteca del Colegio Máximo de San Miguel. Su temática principal es teología de la liberación y filosofía latinoamericana.
Manuscritos conservados:
- Hológrafos.
- Impresos.
- Mecanografiados.
- Digitales.
Otros documentos disponibles:
- Correspondencia.
- Notas varias.
- Artículos periodísticos.
- Libros.
- Biblioteca personal.
Volumen: Cincuenta (50) cajas de apuntes, notas y manuscritos, y 370 documentos aproximadamente (entre libros, revistas y separatas).
Cobertura temporal: De 1948 a 2019. Colección abierta.
Tratamiento documental: Documentos parcialmente relevados.

### Publicaciones en línea de Scannone
- Scannone, Juan Carlos (1982). «La teología de la liberación. Caracterización, corrientes, etapas». Stromata (38): 3-40. ISSN 0049-2353. Archivado desde el original el 4 de marzo de 2016. Consultado el 7 de marzo de 2015.
- Scannone, Juan Carlos (2009). «La filosofía de la liberación: historia, características, vigencia actual». Teología y Vida L: 59-73.
- Scannone, Juan Carlos (2014). «El papa Francisco y la teología del pueblo». Razon y fe 271 (1395): 31-50. ISSN 0034-0235. Archivado desde el original el 2 de abril de 2015. Consultado el 5 de marzo de 2015.
- Scannone, Juan Carlos (2020). «Actualidad de Medellín. Una relectura para el presente y el futuro de los pueblos latinoamericanos» Ediciones CICCUS, Buenos Aires.
- Scannone, Juan Carlos (2017). «Laudato Sí. Lecturas desde América Latina. Desarrollo, exclusión social y ecología integral» Ediciones CICCUS, Buenos Aires.
- Scannone, Juan Carlos (2015). «El surgimiento de un nuevo paradigma. Una mirada interdisciplinar desde América Latina» Ediciones CICCUS, Buenos Aires.
- Scannone, Juan Carlos (2006). «Ética, Desarrollo y Región. Hacia un Regionalismo Integral» Ediciones CICCUS, Buenos Aires.

- Datos: Q13869929